# バルナウル市電
バルナウル市電（ロシア語: Барнаульский трамвай）は、ロシア連邦の都市・バルナウルに存在する路面電車。市内に大規模な路線網を有し、2020年現在はバルナウル市の単一企業体であるゴルエクトロトランス（МУП «Горэлектротранс»）による運営が行われている。

## 歴史
バルナウルに路面電車を建設する計画はロシア帝国時代の1910年代には既に存在したものの、第一次世界大戦やロシア革命、更に1917年に勃発した大火災によって頓挫し、市内交通の輸送力不足が深刻化したソビエト連邦（ソ連）時代の1941年にも再度建設への要望がバルナウル市側から提出されたもののこちらも第二次世界大戦（大祖国戦争）によって遅れ、最終的に路面電車が開通したのは1948年11月7日となった。
開通当初はレニングラード（レニングラード市電）からの譲渡車両が導入されたが故障が相次ぎ、車庫も存在しない状況であったが、1949年に第一車庫が完成して以降は路線および利用者数の拡大が続き、1968年、1979年にそれぞれ車庫を増設する規模の路線網を有する規模となった。車両についても1960年代まで多数導入された2軸車に代わり、1970年代以降はチェコスロバキア（現：チェコ）のČKDタトラ製の大型ボギー車の大量導入が実施された。更に同年代にはバルナウルの人口増加を見据えた高速路線（ライトレール）の建設計画も存在したが実現する事はなかった。
ソビエト連邦の崩壊後、バルナウル市電の運営を引き継いだゴルエレクトロトランスは2000年代以降路面電車の近代化を続けており、2009年には超低床電車の導入が実施された他、2019年からは非接触式ICカードを用いた運賃の決済が始まっている。また、老朽化が進んだ線路や施設についても一部系統の運休を含めた大規模な更新工事が継続して行われている。その一方で財政面が長年の課題となっており、地下区間を含めた延伸計画も本格的な実現に向けた動きにまでは至っていない。

## 運用
2020年現在、バルナウル市電には以下の系統が存在する。ただし一部系統については路線改修の影響で同年現在運休している。運賃はトロリーバス（バルナウル・トロリーバス）と共通で、現金支払いの場合は23ロシア・ルーブル、非接触式ICカードによる支払いの場合は21ルーブルとなる。
| 系統番号 | 起点        | 終点           | 備考                                          |
| -------- | ----------- | -------------- | --------------------------------------------- |
| 1        | Докучаево   | пл. Свободы    |                                               |
| 2        | Пивзавод    | Поток          |                                               |
| 3        | Пивзавод    | пос. Восточный |                                               |
| 4        | Депо № 1    | пос. Восточный |                                               |
| 5        | пл. Свободы | Мясокомбинат   |                                               |
| 7        | Депо № 3    | Кордон         |                                               |
| 8        | Докучаево   | Поток          | ラケット式環状系統 2020年現在運休中           |
| 9        | Докучаево   | Поток          | ラケット式環状系統 10号線とは経由区間が異なる |
| 10       | Докучаево   | Поток          | ラケット式環状系統 9号線とは経由区間が異なる  |

## 車両
2020年現在、バルナウル市電に在籍する営業用車両の形式は以下の通り。2009年以降はゴルエレクトロトランスの長期計画に基づき、超低床電車の導入や既存の車両の更新工事、他都市の電車の譲渡が進められている。車庫は3箇所に存在するが、営業用車両は第1車庫（Депо № 1）および第3車庫（Депо № 3）に配置されており、残りの1箇所は事業用車両の配置や車両のメンテナンス用車庫として用いられている。
下記の車両以外に、動態保存車両として2軸車のKhが1両、観光用車両として車内の改装工事が実施されたタトラT6B5SUが1両在籍する。
| 形式       | 形式         | 在籍車庫 | 在籍車庫 | 備考・参考                                                |
| 形式       | 形式         | 第1車庫  | 第3車庫  | 備考・参考                                                |
| ---------- | ------------ | -------- | -------- | --------------------------------------------------------- |
| タトラT3   | タトラT3SU   | ○        | ○        | 一部車両は更新工事を実施 一部はモスクワ市電からの譲渡車両 |
| タトラB3   | タトラB3D-M  | ○        | ○        | ケムニッツ市電からの譲渡車両                              |
| タトラT4   | タトラTB4D   | ○        | ○        | ドレスデン市電からの譲渡車両                              |
| タトラT6B5 | タトラT6B5SU | ○        | ○        |                                                           |
| 71-152     | 71-152       |          | ○        | 部分超低床電車                                            |
| AKSM-62103 | AKSM-62103   |          | ○        | 部分超低床電車                                            |
| AKSM-802   | AKSM-802E    |          | ○        | 部分超低床電車                                            |

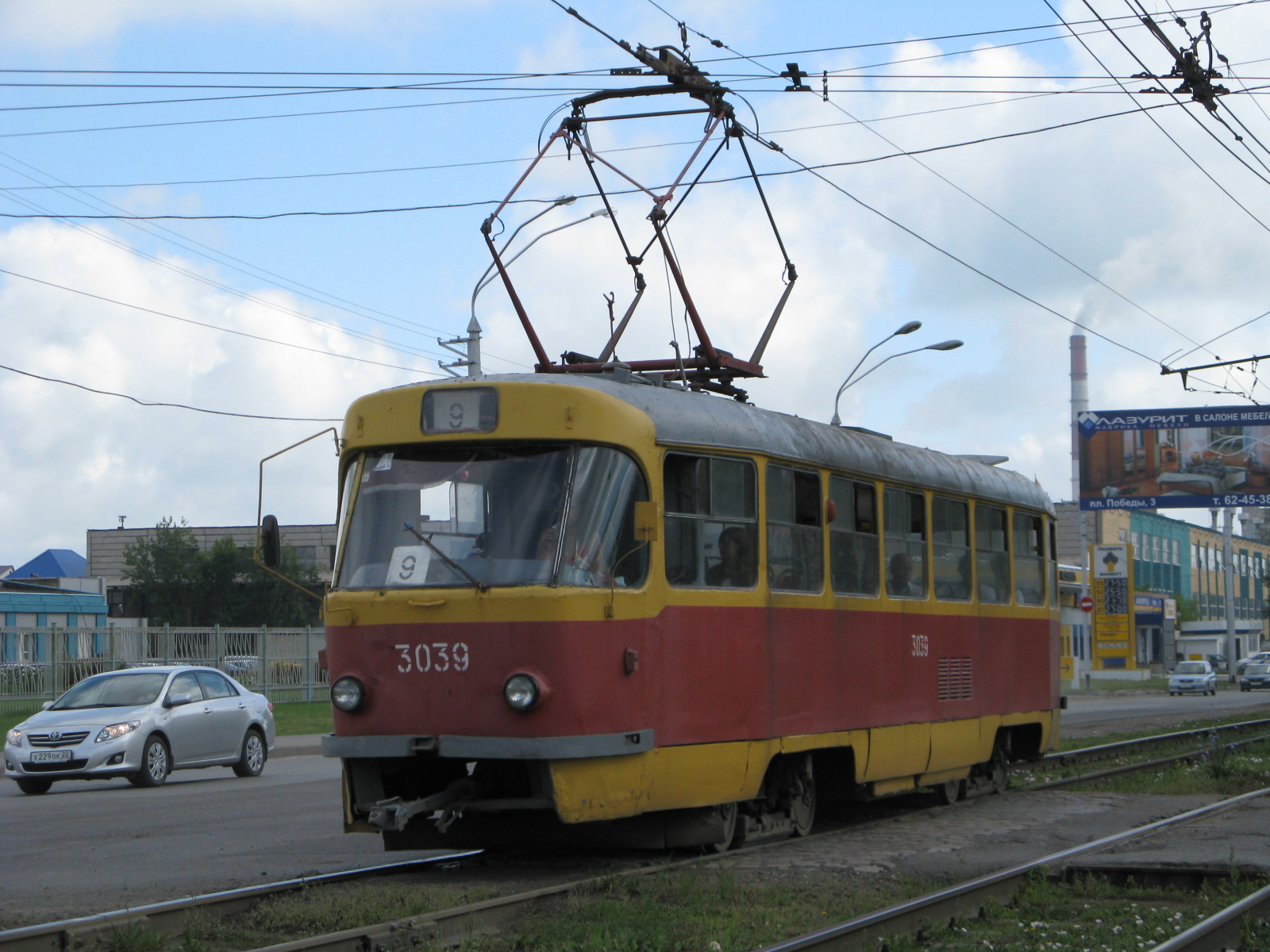
タトラT3SU（2008年撮影）
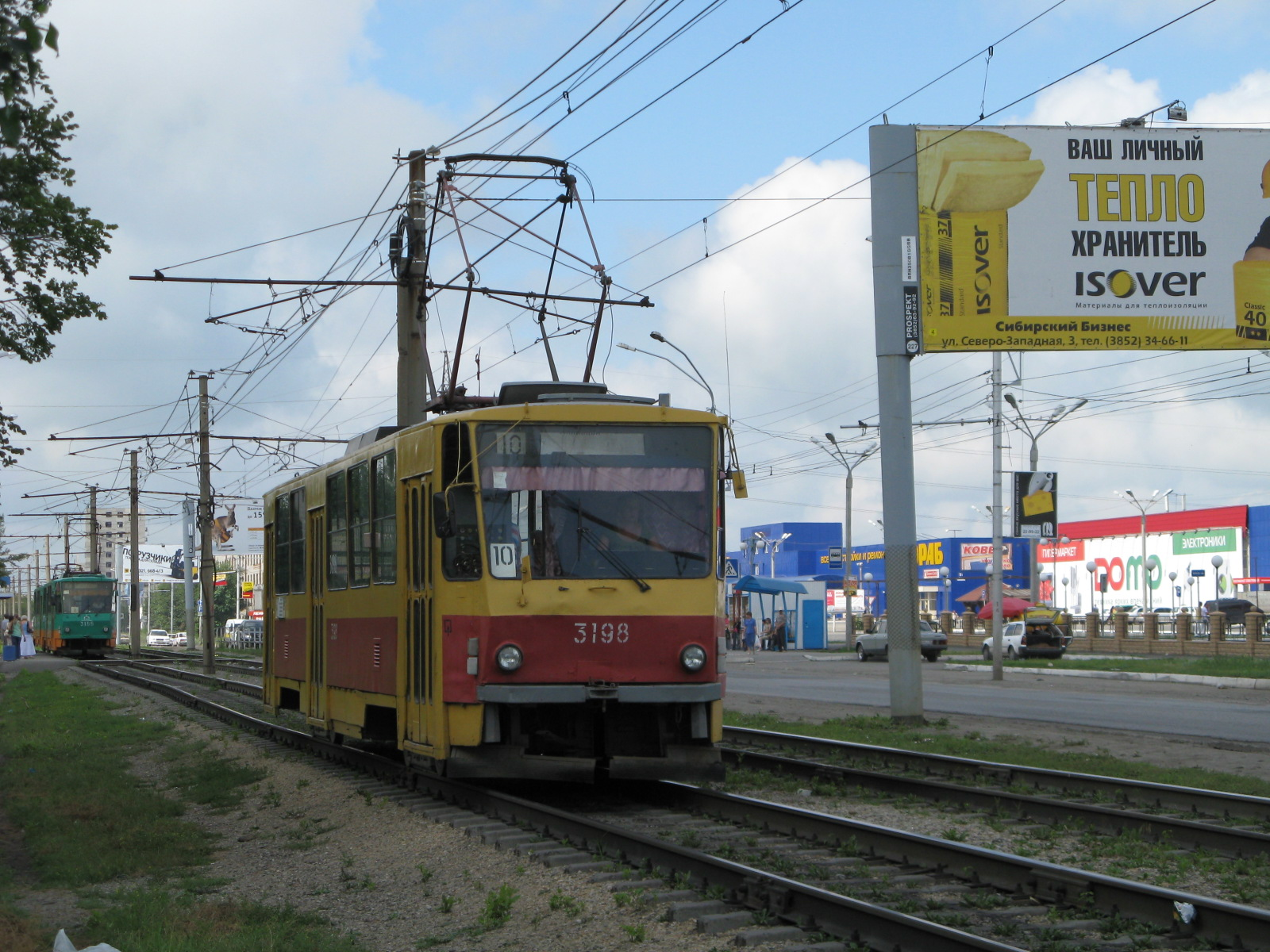
タトラT6B5SU（2008年撮影）
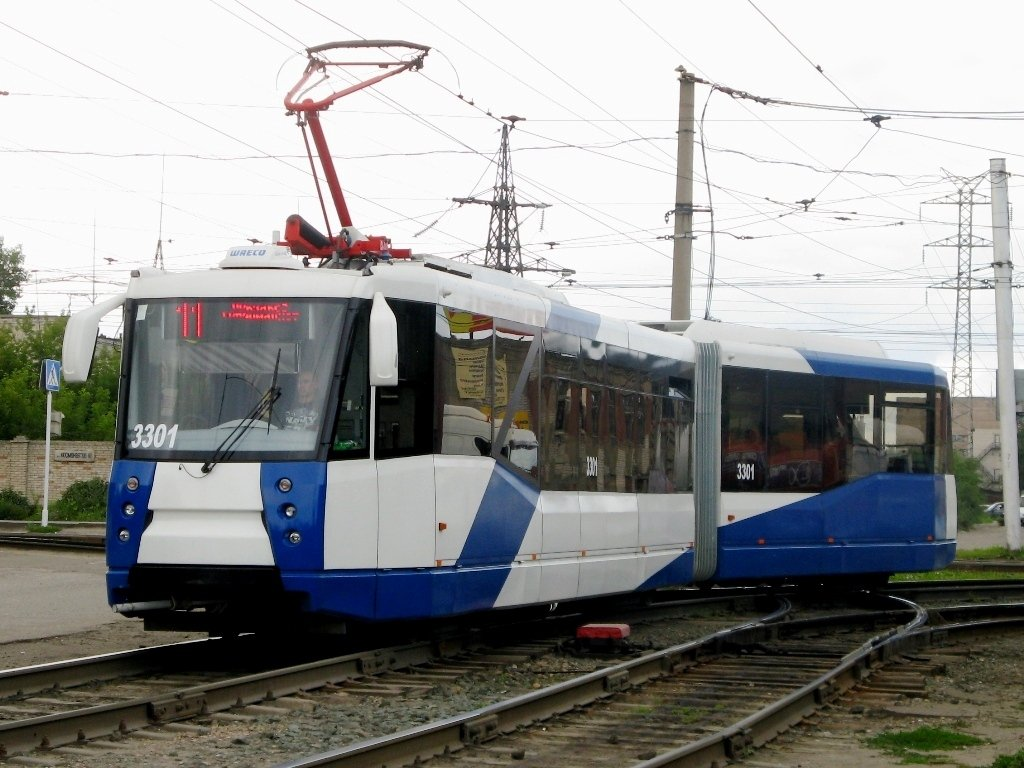
71-152（2010年撮影）
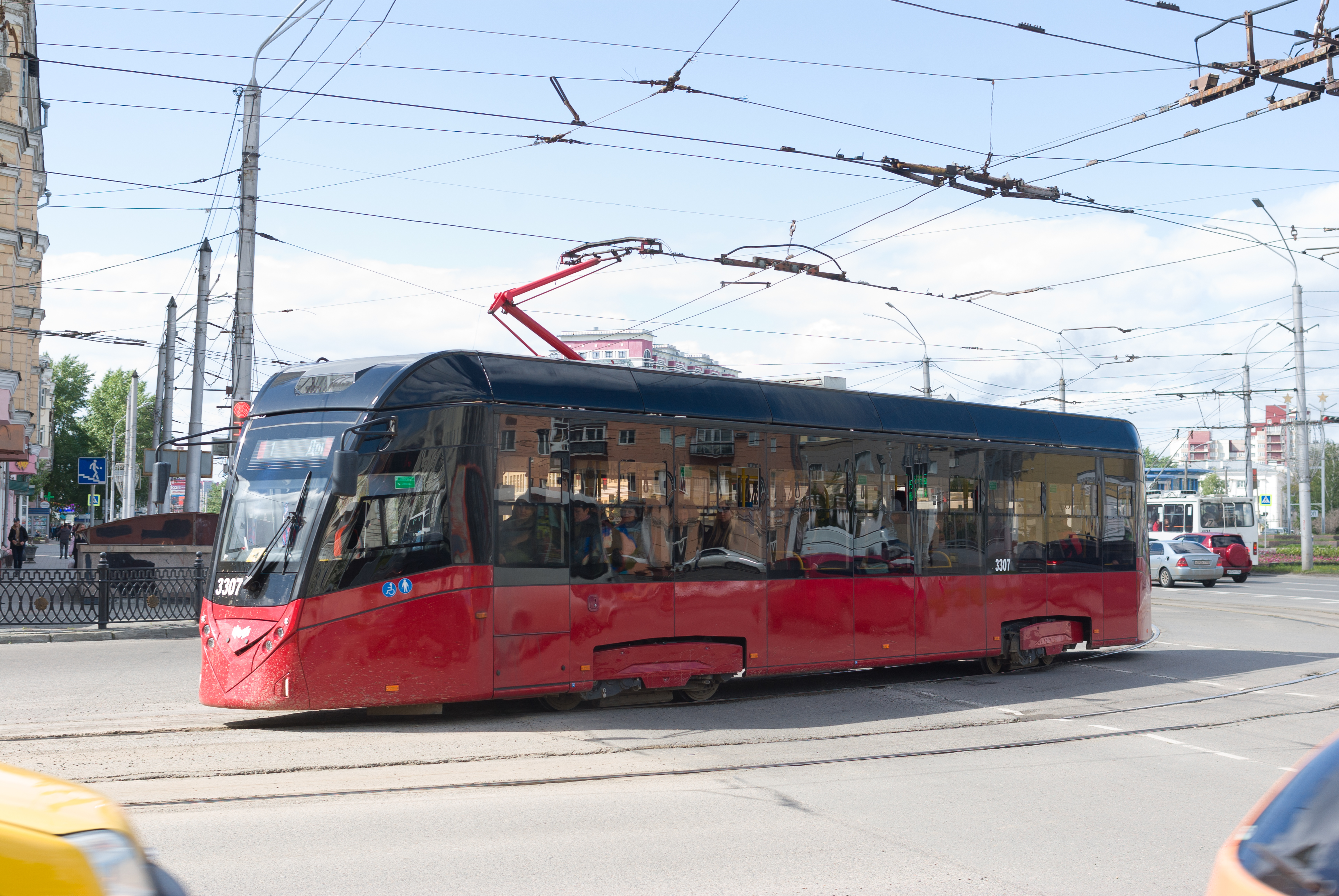
AKSM-802E（2024年撮影）
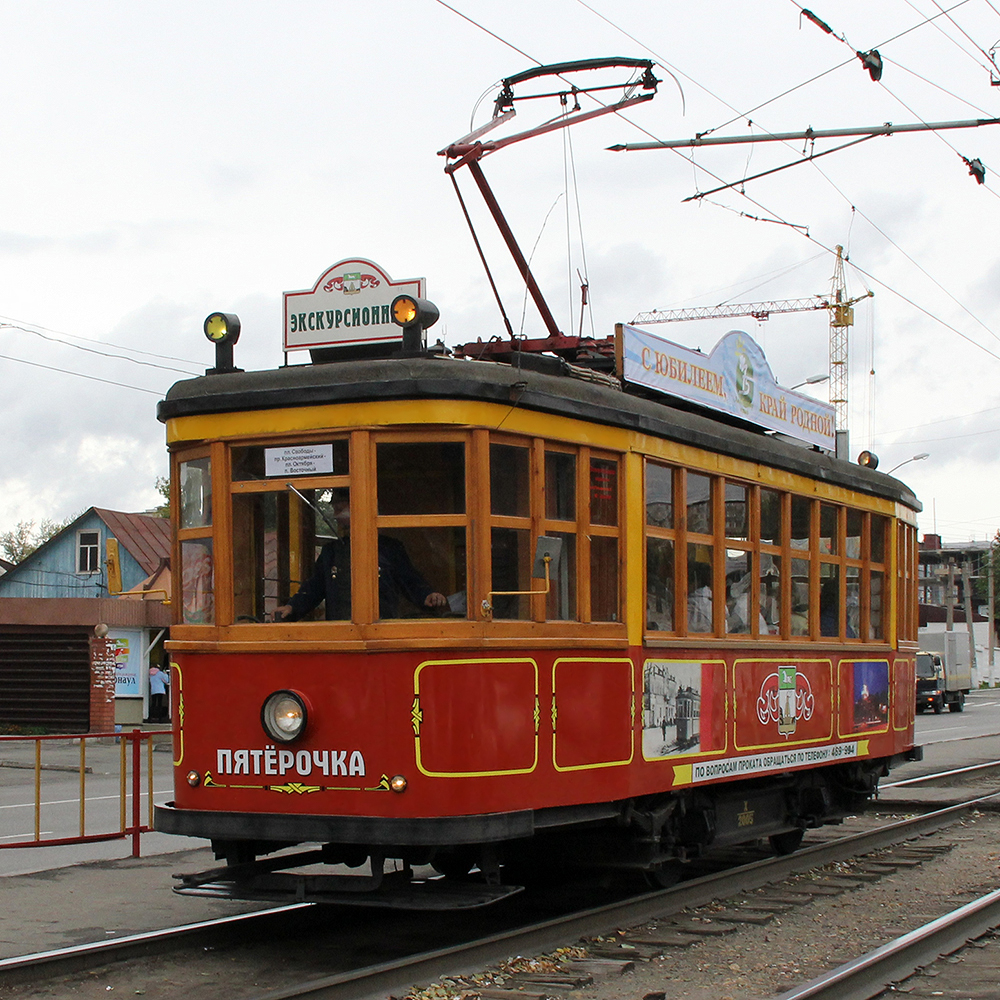
Kh（2012年撮影）